# Всеслав Василькович
Всеслав Василькович († близько 1186) — князь Вітебський (1132–1162, після 1175–1178, після 1180–1186), Полоцький (1162–1167, 1167 — до 1175, 1178 — після 1180). Син Василька Святославича.

## Біографія
Прийшов до влади у Полоцьку під час боротьби Рогволода Борисовича Друцького та Ростиславом Глібовичем Мінським у 1162. Будучи одружений з дочкою Романа Ростиславича Смоленського та Київського, перебував у союзі зі смоленськими князями, передавши Давиду Ростиславичу Вітебське князівство у 1164.
У 1167 Володар Глібович Мінський зміг вигнати Всеслава з Полоцька, але після невдалого походу на Вітебськ змушений був відступити.
У 1179 Мстислав Ростиславич Хоробрий, князюючи в Новгороді, запланував похід на Полоцьк, але його старший брат Роман Ростиславич застеріг його від такого кроку та послав смоленське військо на чолі зі своїм сином Мстиславом на допомогу Всеславу. Загострення відносин між Полоцькому та Смоленськом виразилося також у тому, що Давид Ростиславич був вигнаний з Вітебська, і його місце зайняв брат Всеслава Брячислав Василькович, згадуваний літописом вже в 1180 у зв'язку зі спільним із Ольговичами походом під Друцьк проти Давида.
Однак в 1186 у Давидові вдалося в союзі з новгородцями, Всеславом Рогволодовичем Друцьким та Васильком Володаревичем Логозьким повернути контроль над Вітебськом, посадивши у ньому свого зятя Василька Брячиславича.

## Родина
Дружина — дочка Романа Ростиславича Смоленського та Київського. Діти:
- Володимир (імовірно) († 1216) — князь Полоцький;
- Давид;
- дочка — одружена з Ярополком Ростиславовичем Суздальським.